# Леще (Лодзинське воєводство)
Леще (пол. Leszcze) — село в Польщі, у гміні Ленчиця Ленчицького повіту Лодзинського воєводства.
Населення — 316 осіб (2011).
У 1975-1998 роках село належало до Плоцького воєводства.

## Демографія
Демографічна структура станом на 31 березня 2011 року:
|          | Загалом | Допрацездатний вік | Працездатний вік | Постпрацездатний вік |
| -------- | ------- | ------------------ | ---------------- | -------------------- |
| Чоловіки | 163     | 29                 | 111              | 23                   |
| Жінки    | 153     | 22                 | 92               | 39                   |
| Разом    | 316     | 51                 | 203              | 62                   |